# Météorite d'Antonin
«  Antonin (météorite) » redirige ici. Pour les autres significations, voir Antonin.
La météorite d'Antonin, ou simplement Antonin, est une météorite tombée en Pologne en juillet 2021. Il s'agit d'une brèche chondritique, formée de fragments des types pétrologiques L4 et L5.

## Histoire
Une énorme boule de feu est observée dans le ciel polonais au petit matin du 15 juillet 2021. Elle est détectée par les caméras tchèques du European Fireball Network à 5 h 0 min 11 s (heure locale, 3 h 0 min 11 s UTC), à une altitude de 74 km et avec un angle d'incidence de 53°. Elle est suivie pendant 3,6 s, jusqu'à une altitude de 25 km ; elle avait alors une vitesse de 13 km/s et une masse estimée à quelques dizaines de kilogrammes.
Les limites du champ de dispersion potentiel étant estimées à partir des observations (un quadrilatère curviligne d'environ 7 km de long sur 1 à 2 km de large), la recherche d'échantillons de la météorite commence fin juillet. Un seul est découvert, le 3 août en bordure d'une forêt à proximité d'un chemin de terre près d'Helenowo, une banlieue de Mikstat (powiat d'Ostrzeszów, voïvodie de Grande-Pologne). Presque entièrement recouvert d'une épaisse croûte de fusion, il a une masse de 352 g. La détection de douze nucléides cosmogéniques, dont deux de très courte demi-vie, 48V (T = 15,97 j) et 51Cr (T = 27,70 j), confirme que cet échantillon est celui d'une météorite tombée depuis moins d'un mois. Le nom donné à la météorite, Antonin, est celui d'un village situé près de l'extrémité nord-ouest du champ de dispersion potentiel.

## Orbite pré-terrestre
La masse initiale du météoroïde, sur la base des observations du bolide, est estimée entre 50 et 100 kg, ce qui correspond à une sphère d'environ 15–20 cm de rayon. Les mesures isotopiques par spectrométrie gamma donnent une estimation similaire, un rayon pré-atmosphérique de 20 à 25 cm. Avant l'impact, le météoroïde tournait autour du Soleil sur une orbite elliptique ayant un demi-grand axe assez petit (1,13 ua) et une excentricité notable (0,23), mais surtout une forte inclinaison sur le plan orbital des planètes (24,2°). Ces paramètres orbitaux diffèrent nettement de ceux connus auparavant pour des chondrites de type L.

## Pétrologie et minéralogie

### Pétrologie
La météorite est une brèche. Les premières études ne l'ont pas remarqué car la roche est recristallisée et rééquilibrée chimiquement, et les limites des fragments sont difficiles à repérer. Les chondres, de trois types différents, restent visibles. La phase métallique est distribuée irrégulièrement.
La composition globale d'Antonin ainsi que la composition isotopique de l'oxygène, de l'hydrogène et du titane sont essentiellement indiscernables de celles des autres chondrites ordinaires de type L. Tout au plus peut-on noter un léger appauvrissement en éléments chalcophiles (dont Cu, Zn et Ga), Mn et terres rares, de l'ordre de 10 % par rapport à la moyenne des chondrites L.

### Minéralogie
La phase la plus abondante est l'olivine, de composition assez homogène (Fa22,5-26,7 − 24,0 ± 0,5). L'orthopyroxène a pour composition Fs20,6 ± 0,6Wo1,2 ± 0,6, le clinopyroxène Fs7,6 ± 1,1Wo43,5 ± 3,4 et le plagioclase An10,2 ± 2,3Or4,5 ± 1,9. Entre les grains de silicate on trouve aussi deux espèces de phosphates, la merrillite et une apatite riche en chlore (4,9 % pds).
Sur les lames minces on voit de petits grains disséminés de métal et de sulfures, et de grandes plages métalliques disposées irrégulièrement. La kamacite a une composition hétérogène (5,9-7,2 % pds Ni, 0,5-1,1 % pds Co). La taénite, moins abondante, est encore plus variable (27-47 % pds Ni, 0,13-0,57 % pds Co).

### Métamorphisme de choc
Les grains d'olivine présentent des figures de choc caractéristiques sous la forme d'un faible mosaïcisme, typique d'un métamorphisme de choc de degré S4. Les olivines présentent également des fractures planes bien développées. De petites zones de fusion et des veines ont aussi été détectées, contenant d'abondants petits sphérules riches en métal et en sulfures. En revanche on n'y a pas détecté de phases de haute pression comme la ringwoodite, phases fréquentes dans les chondrites L5 et L6 manifestant un métamorphisme de choc de degré S4.

### Météorisation
La section des échantillons étudiés présente quelques signes d'altération (dont des points de rouille), mais ils sont attribuables au séjour de 18 jours au sol ainsi qu'au sciage de l'échantillon (sous refroidissement par de l'eau).